# Triorla argyrogaster
Triorla argyrogaster là một loài ruồi trong họ Asilidae. Triorla argyrogaster được Macquart miêu tả năm 1846.